# Bakhtgarh
Bakhtgarh fou un estat tributari protegit de l'Índia, del tipus thakurat garantit (un domini d'un noble o thakur depenent d'un sobirà però garantit pel govern britànic) a l'agència Bhil de l'agència de l'Índia Central. Està format per 35 pobles dels quals 3 eren inam (lliures de taxes).
El thakur que va pujar al tron el 1869, Pratap Singh, fou adoptat per la vídua del seu predecessor amb consentiment del Darbar (govern de palau) de l'estat de Dhar, del que era tributari; el thakur va rebre plens poders en arribar a la majoria el 1882. El tribut a Dhar era de 16.502 rúpies segons un acord de 1818.